# Тимошівка (Василівський район)
Тимо́шівка — село в Україні, у Михайлівській селищній громаді Василівського району Запорізької області. Населення становить 3114 осіб. До 2017 року орган місцевого самоврядування — Тимошівська сільська рада.

## Географія
Село Тимошівка розташоване за 93 км від обласного та районного центру та 13 км від адміністративного центру селищної громади. Навколо села тече декілька зрошувальних каналів. Найближча залізнична станція Пришиб (за 24 км), вантажна залізнична станція Дніпрорудне, яка обслуговує Запорізький залізорудний комбінат (за 18 км).

## Історія
Тимошівку засновано наприкінці 1809 року, як слободу державних селян в урочищі Матогай однодвірцями з солдатських поселень старої Дніпровської лінії і названо за прізвищем першого поселенця Тимофія Тимошенка. Водночас сюди прибули селяни з Курської, пізніше — з Полтавської, Чернігівської та Харківської губерній, яких царський уряд примусово переселив на необжиті землі. Переселенці прибували до слободи щороку. У 1814 році тут налічувалося 2,7 тис. жителів.
У 1814 році Тимошівській общині відмежували понад 18 тис. десятин землі. Населення її швидко зростало, у 1839 році тут проживало 3388 жителів, у тому числі 1760 чоловіків.
Станом на 1886 рік у селі — центрі Тимошівської волості Мелітопольського повіту Таврійської губернії, мешкало 5275 осіб, налічувалось 645 домогосподарств, існували 2 православні церкви, єврейський молитовний будинок, школа, земська станція, 2 горілчаних склади, 4 лавки, відбувався щорічний ярмарок 12 жовтня та базари що'ятниці.
Проти ночі на 17 березня 2015 року у місті невідомими були завалені бюст та пам'ятник Леніну, які пізніше було відновлено.
14 грудня 2017 року, в ході децентралізації, Тимошівська сільська рада об'єднана з Михайлівською селищною громадою.
12 червня 2020 року, відповідно до розпорядження Кабінету Міністрів України № 713-р «Про визначення адміністративних центрів та затвердження територій територіальних громад Запорізької області», село увійшло до складу Михайлівської селищної громади.
19 липня 2020 року, в результаті адміністративно-територіальної реформи і ліквідації Михайлівського району, село увійшло до складу Василівського району.

## Економіка
- ПП «Агросинтез».
- Агрофірма «Світанок».
- Агрофірма «Батьківщина».

## Об'єкти соціальної сфери
- КЗ Тимошівська ЗОШ І—ІІІ ступенів
- Дитячий дошкільний навчальний заклад
- Будинок культури
- Амбулаторія

## Релігія
- Храм святителя Василія Великого.

## Вулиці
- вул. Пушкіна
- вул. Петровського